# Wolfgang Fischer
Wolfgang Fischer, né en 1970 à Vienne (Autriche) ou Amstetten (Autriche), est un scénariste et réalisateur autrichien.   

## Biographie
Né en 1970 à Vienne, Wolfgang Fischer étudie la psychologie et la peinture à l'université de Vienne de 1990 à 1995 et, de 1994 à 1996, le cinéma et la vidéo à la Kunstakademie Düsseldorf, chez Nan Hoover. Il suit ensuite un cours sur le cinéma et la télévision à l'Académie des arts médiatiques de Cologne de 1996 à 2001. 
En 2002, il suit un cours d'art dramatique avec Mark Travis en Pologne et, en 2004, un atelier sur le développement de substances pour les productions de genre avec Stephen Cleary et Simon van der Borgh à Rome. 
En 2003, il est membre du jury du Festival international du film de Grimstad en Norvège. 
En 2005, il reçoit une bourse pour se rendre à la Drehbuchwerkstatt (atelier de scénario) de Munich (de), où il développe le scénario de son premier film, Was Du nicht siehst (de) (2009). 
Depuis 1999, il est administrateur du Westdeutscher Rundfunk (WDR) à Cologne,,.

## Prix
- 2018 : Prix Metropolis meilleur réalisateur allemand dans la catégorie Meilleur long métrage pour Styx[5]
- 2019 : Prix du film autrichien dans les catégories Meilleur scénario (avec Ika Künzel) et Meilleur réalisateur[6].

## Filmographie
- 1994 : In Time, film expérimental de 8 minutes
- 1999 : 9h11, long métrage en noir et blanc, financé par la Chancellerie fédérale pour l'éducation et l'art à Vienne
- 1999 : Remake of the Remake, documentaire
- 1999 : Disk - Dusk, clip vidéo
- 1999 : Mouse on Mars, pour Viva et Mtv
- 2000 : Schön 2000, long métrage, (co-réalisation)
- 2001 : Gray, réalisation et scénario
- 2009 : Was Du nicht siehst (de), réalisation et scénario
- 2018 : Styx, réalisation et scénario